# Lee Joon-hwan
Lee Joon-hwan (koreanska: 이준환), född 19 juni 2002, är en sydkoreansk judoutövare.

## Karriär
Vid olympiska sommarspelen 2024 i Paris tog Lee brons i 81 kg-klassen efter att ha besegrat belgiske Matthias Casse i bronsmatchen. Han var även en del av Sydkoreas lag som tog brons i mixedlag.